# Air East
Air East — авиакомпания местного значения Соединённых Штатов Америки со штаб-квартирой в Джонстоне, округ Кембриа (Пенсильвания), США.
Авиакомпания была образована в 1967 году в качестве чартерного перевозчика. По состоянию на 26 апреля 1970 года Air East выполняла шесть пассажирских рейсов в день в рамках соглашения местных и региональных авиакомпаний Allegheny Commuter.

## Флот
По состоянию на август 2006 года воздушный флот авиакомпании Air East состоял из следующих самолётов:
- BAe Jetstream 31 — 2 шт.

## Авиапроисшествия и несчастные случаи
- 6 января 1974 года. Самолёт Beechcraft 99A разбился на взлёте из аэропорта Джонстон (Пенсильвания) после прохождения скорости, необходимой для безопасной остановки самолёта. Точные причины инцидента не установлены, из 15 пассажиров и 2 членов экипажа на борту погибли 11 пассажиров и 1 пилот.[3]